# 安霍夫广场

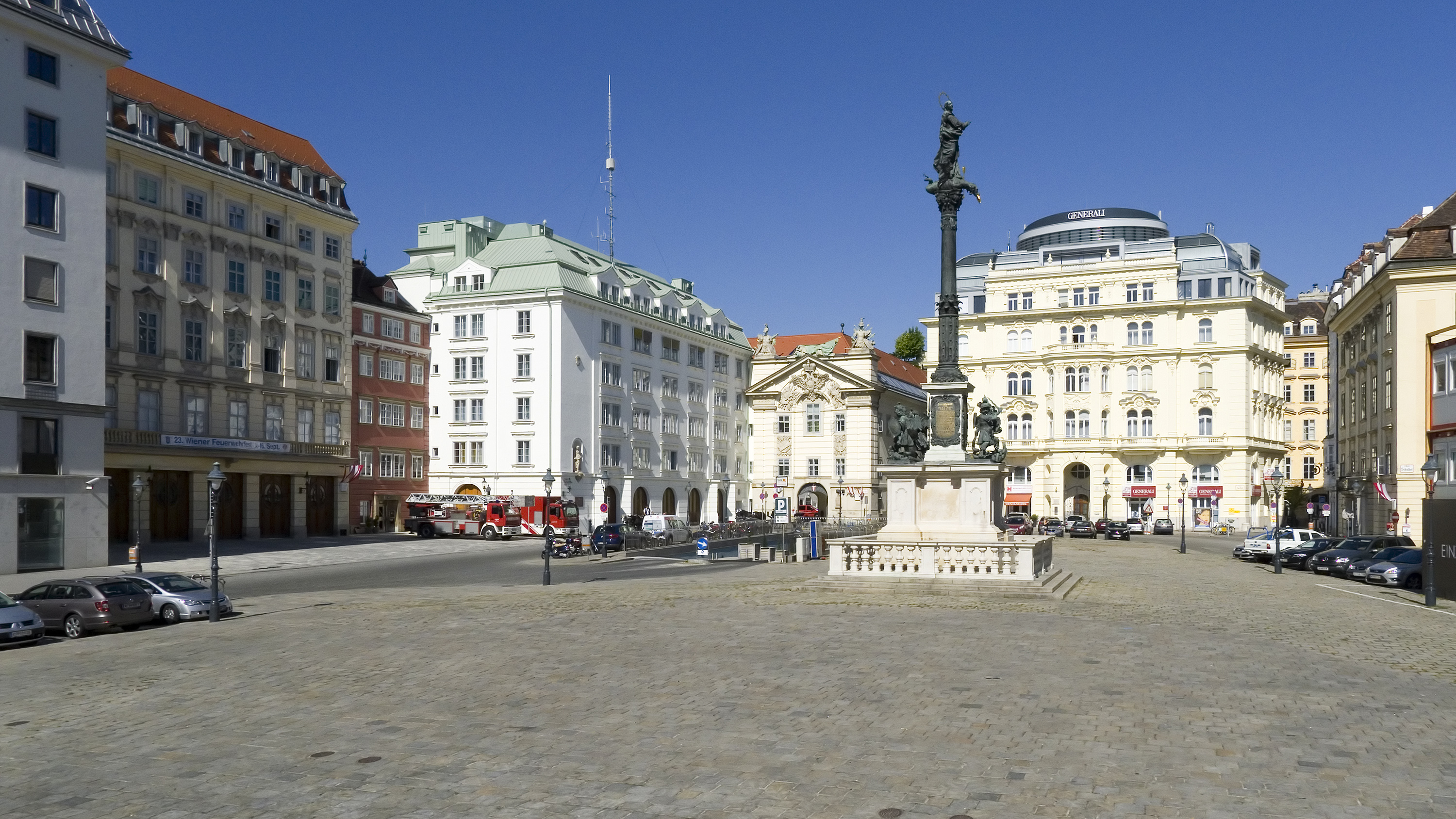
安霍夫广场

安霍夫广场（Am Hof）是维也纳的一个广场，位于内城区（第1区）。这里是该市历史上最重要的广场之一，附近一带是中世纪的市中心以及犹太隔都。交汇于此的街巷包括 Heidenschuß、法伯巷（Färbergasse）、铁丝巷（Drahtgasse）、操场（Schulhof）、弓巷（Bognergasse）、虹神巷（Irisgasse），以及犹太广场（Judenplatz）。
广场周边的主要建筑包括安霍夫教堂（Kirche am Hof）、玛利亚圆柱（Mariensäule）、科拉尔托宫（Palais Collalto）、军械库（Bürgerliches Zeughaus）等。